# Drilltangaror
Drilltangaror (Certhidea) är ett litet släkte i familjen tangaror inom ordningen tättingar. Släktet med förekomst enbart på Galápagosöarna omfattar endast två arter som tidigare betraktades som en och samma art:
- Grön drilltangara (C. olivacea)
- Grå drilltangara (C. fusca)